# Epicauta desgodinsi
Epicauta desgodinsi is een keversoort uit de familie van oliekevers (Meloidae). De wetenschappelijke naam van de soort is voor het eerst geldig gepubliceerd in 1892 door Frivaldszky.